# Одеська затока
Оде́ська зато́ка — затока у північно-західній частині Чорного моря, в межах Одеського району Одеської області (Україна).

## Розташування
Затока омиває північно-східну та центральну частини міста Одеси і (частково) південну частину Лиманського району. Простягається з північного сходу на південний захід. Географічно Одеська затока обмежена мисом Північний Одеський (мис Е) на півночі і мисом Великий Фонтан на півдні. Альтернативою до географічних кордонів є навігаційні межі затоки, згідно з якими затока простягається від мису Е на півночі до мису Ланжерон на півдні. У північно-західній частині від затоки відокремлені Куяльницько-Хаджибейським пересипом лимани Куяльницький і Хаджибейський.
У затоці розташований Одеський порт.

## Характеристика

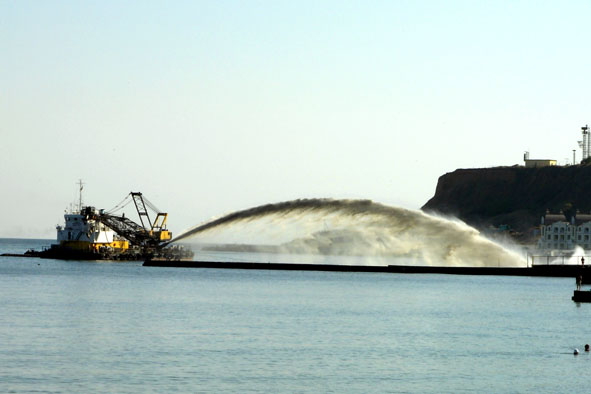
Штучний намив пляжів у районі мису Великий Фонтан

Ширина затоки приблизно 9 км. Глибина у північно-східній частині до 5 м, у південно-західній — до 14 м. Береги біля входу в затоку високі, урвисті, абразійно-зсувні, далі береги низькі, піщано-черепашкові. Дно переважно піщане. Солоність води від 15,2 ‰ влітку до 15,6 ‰ взимку. Затока перебуває під впливом стоків Дніпра, Дністра і Дунаю, тому солоність поверхневих шарів в окремі періоди може коливатися від 10 ‰ до 17 ‰, при згінних вітрах до 18 ‰, а в окремі роки знижується до 5—7 ‰.
Природні обриси берегів зазнали значних змін у зв'язку зі спорудженням портових, гідротехнічних та берегозахисних споруд, створенням штучних пляжів тощо.

## Клімат

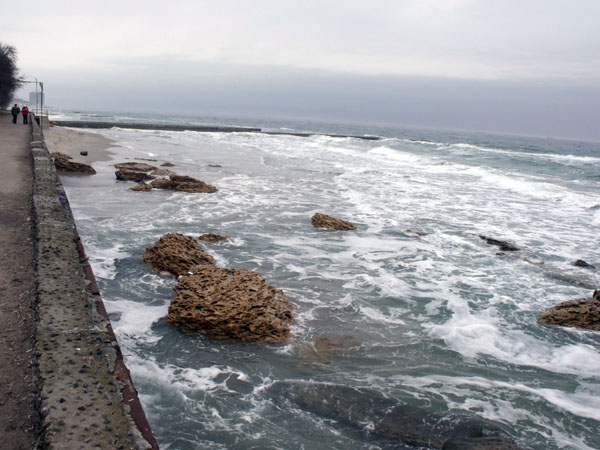
Зима в Одеській затоці

Одеська затока, як і прилеглі ділянки моря, характеризуються помірним континентальним кліматом. Пересічна температура води влітку +19,9, взимку до +2,2. У морозні зими замерзають ділянки узбережжя навколо мисів. Період замерзання — з січня до середини березня. Максимальна товщина криги — 68 см, максимальна ширина припаю — 15 км. Число днів із льодом коливається від 0 до 95, у суворі зими до 66—96, зазвичай — 27—58, у м'які зими — 8—51.

## Вітровий та гідрологічний режим
Напрямок вітрів у затоці може змінюватись залежно від сезону. Так навесні переважають південні вітри, влітку — північно-західні, взимку — вітри північного та північно-східного напрямку. Середньорічна швидкість вітру — 3,5—4,5 м/с, на узбережжі — до 4—6 м/с.
| Повторюваність вітрів в Одеській затоці по румбах, % |                 |        |                 |          |                  |         |                  |
| Північні                                             | Північно-східні | Східні | Південно-східні | Південні | Південно-західні | Західні | Північно-західні |
| 16                                                   | 12              | 10     | 10              | 12       | 12               | 11      | 17               |

Оскільки затока характеризується малими глибинами (глибина на відстані 100 м від берега рідко становить 3—4 м), то процес руйнування хвилі починається на досить великій відстані від берега. Максимальна висота хвилі в районі мису Малий Фонтан становить 2,6—3,7 м, а в районі мису Великий Фонтан — не більш за 2,2—3,2 м. Хвилі висотою 1,5 м спостерігаються щомісяця.
| Середньорічна повторюваність хвиль різної висоти в районі мису Малий Фонтан |                   |
| Висота хвилі, м                                                             | Повторюваність, % |
| 0,5                                                                         | 51,6              |
| 0,5—1,0                                                                     | 19,5              |
| 1,0—1,5                                                                     | 6,5               |
| 1,5—2,0                                                                     | 2,5               |
| Штиль                                                                       | 14,5              |
| Крижаний покрив                                                             | 3,5               |

| Повторюваність хвиль в Одеській затоці по румбах, % |                 |        |                 |          |                  |                  |
| Північні                                            | Північно-східні | Східні | Південно-східні | Південні | Південно-західні | Північно-західні |
| 13,6                                                | 14,2            | 16,2   | 19,9            | 17,8     | 0,1              | 0,1              |

## Біота затоки
Дослідження іхтіофауни Одеської затоки були розпочаті ще 100 років тому. Тоді тут нараховувалося 75 видів риб, з яких 13 — прісноводні. Найбільшу частину виловів рибалок складали такі важливі промислові об'єкти, як скумбрія атлантична, пеламіда, луфар. Чисельними були також бичкові, ставрида атлантична, шпрот європейський, тюлька звичайна, оселедець, катран звичайний, атерина піщана, морська лисиця, калкан чорноморський, кефалі та глось.
Евтрофікація вод затоки у 1970-х роках призвела до зникнення великих пелагічних хижаків, а також у масовому розвиту короткоциклічних видів, як-от шпрот, хамса, атерина. Спостерігалося зниження чисельності бичків, що було пов'язано із донними задухами. Суттєву шкоду екосистемі завдала поява в затоці північноатлантичного реброплава Mnemiopsis leidyi, що призвело до зниження чисельності важливої промислової риби — хамси. За 100 років іхтіофауна затоки збідніла до 58 видів. Зовсім зникли такі види, як тригла, скумбрія, пеламіда, скоротилась чисельність осетрових, кефалей, катрана.
З початку 1990-х років знизилося промислове навантаження на затоку, скоротився наплив туристів. Спостерігається зростання чисельності морського язика піщаного, калкана, глосі, кефалей. Найчисельнішими донними в затоці є бички: бичок-кругляк, бичок рудий, бичок кам'яний, бичок жабоголовий. Значну роль в фауні почав відігравати вселений до Чорного моря піленгас.

## Населені пункти
На березі затоки: місто Одеса, а також село Крижанівка і селище Ліски.